# Dave Pietro
Dave Pietro (* 10. Februar 1964 in Southborough (Massachusetts)) ist ein amerikanischer Jazzmusiker (Altsaxophon, Komposition).

## Leben und Wirken
Pietro, der in Southborough aufwuchs, begann bereits im Alter von elf Jahren, Jazz zu spielen. Während seines Studiums an der University of New Hampshire nahm er mit der dortigen Jazzband unter der Leitung von Clark Terry auf, bevor er 1984 an die North Texas State University wechselte, wo er auch mit der One O’Clock Lab Band auf Tournee ging und Aufnahmen machte; außerdem arbeitete er mit dem Dallas Jazz Orchestra und dem Collection Jazz Orchestra. Nach seinem Abschluss 1987 wechselte Pietro nach New York City, wo er seinen Master in Jazzkomposition an der New York University absolvierte. Er tourte mit Woody Herman, Lionel Hampton und Maynard Ferguson; ab 1994 war er auch als führender Altist für das Toshiko Akiyoshi Jazz Orchestra tätig, mit dem er sechs Alben einspielte. Er studierte indische Musik bei Sandip Burman, mit dem er auch auftrat.
1996 gab Pietro sein Debüt unter eigenem Namen mit dem Album Forgotten Dreams, (mit Dave Holland, Bill Stewart, Ben Monder, Kenny Werner). Zwei Jahre später folgte Wind Dance; 1999 legte er das Album Now Becoming Then vor, 2002 Standard Wonder: The Music of Stevie Wonder und 2004 das großformatige Embrace: Impressions of Brazil. Sein Album The Chakra Suite spiegelt auch seine Beschäftigung mit indischer Musik wider; 2020 erschien bei ArtistShare das Album Hyperspace.
Pietro ist langjähriges Mitglied im Maria Schneider Orchestra (Data Lords) und gehört zu Darcy James Argues Secret Society (Dynamic Maximum Tension, 2023) und zu Ryan Truesdells Gil Evans Project (Centennial – Newly Discovered Works of Gil Evans ). Weiterhin arbeitete er mit Blood, Sweat & Tears, Anita Brown sowie Arturo O’Farrill und ist auf Alben von Lou Fischer, Chaka Khan, David Bowie, Jim Widner, Mike Holober, Pete McGuinness und auf Jihye Lees Album Infinite Connections (2024) zu hören. Pietro lehrt als Hochschullehrer im Jazzstudiengang der New York University.